# Піттсбург Рівергаундз
ФК «Піттсбург Рівергаундз» (англ. Pittsburgh Riverhounds Soccer Club) — американський футбольний клуб з Піттсбурга, Пенсільванія, заснований у 1998 році. Виступає в USL. Домашні матчі приймає на стадіоні «Хаймарк Стедіум», місткістю 5 000 глядачів.
Є фарм-клубом ФК «Коламбус Крю» та виступає у Східній конференції USL.

## Досягнення
- Другий дивізіон USL
  - Чемпіон Атлантичного дивізіону: 2004